# Liga de Ascenso (Chile)
La Liga de Ascenso, conocida también como Primera B, es el campeonato de segunda categoría del fútbol chileno. Es la división inferior a la Primera División de Chile, y es organizada por la Asociación Nacional de Fútbol Profesional (ANFP), perteneciente a la Federación de Fútbol de Chile. Corresponde a una de las 3 categorías profesionales del fútbol en Chile.
Se disputa desde 1952 y el más reciente campeón es Deportes La Serena, que obtuvo su cuarto título de la categoría en 2024, mientras que su máximo campeón es Deportes Temuco con 5 campeonatos. La división tiene 16 equipos, otorga dos ascensos a Primera División y un descenso a Segunda División.

## Historia

### Antecedentes
Los primeros pasos de un campeonato profesional de segunda categoría se dieron en Santiago, desde 1935 a 1942, con la creación de la Serie B Profesional de Chile, cuyas ediciones, desde el campeonato de 1937, consistieron en una mezcla entre Segunda División y Torneo de Reservas. Por regla general, ningún campeón obtuvo el derecho al ascenso a Primera División, excepto Universidad de Chile, campeón en 1937, que fue puesto a prueba en el Campeonato de Apertura 1938 para su ingreso a la serie profesional de honor, y los cuatro mejores posicionados en la edición de 1938: Metropolitano, Santiago National, Universidad Católica y Green Cross.
Posteriormente, tras la descontinuación de la Serie B Profesional, en 1943 se instauró la máxima división amateur, como categoría inmediatamente inferior a la Primera División de Chile, denominada División de Honor Amateur (o DIVHA), cuyo campeonato duró hasta el año 1950, según registros. En esta segunda serie, sólo en dos ocasiones —1945 y 1949— ascendió un equipo a Primera División: Iberia y Ferroviarios, respectivamente.

### Segunda División de Chile
Recién en 1952, aparece la «Segunda División» con el sistema ascenso/descenso en relación con la serie de honor hasta ahora. Los clubes fundadores de la Segunda División de Chile fueron Palestino, Thomas Bata, Maestranza Central, Santiago National, pertenecientes a la capital de Santiago, y los equipos regionales de Rangers de Talca, Trasandino de Los Andes, y América e Instituto O'Higgins, ambos de Rancagua. En la actualidad, sólo tres de los clubes fundadores aún participan activamente en alguna división del fútbol chileno. Estos son, Palestino, que participa en Primera División, Rangers que participa en Primera B y Trasandino, que se encuentra en la Segunda División Profesional de Chile. Con el correr del tiempo, las demás instituciones han desaparecido o se encuentran jugando en sus asociaciones de orígenes.
En 1969 la ACF decide dividir el torneo de Segunda División en dos, instaurando para el primer semestre el Campeonato de Apertura de la Segunda División de Chile, símil de la Copa Chile pero jugado solo por equipos del ascenso, y para el segundo semestre, el campeonato oficial válido por el título. Tal división duró hasta 1990
Posteriormente, en 1976, se instauró la Liguilla de Promoción de Chile, sistema que buscaba otorgar una alternativa para aquellos equipos de buenas campañas. Desde su creación a 1979, los equipos que se ubicaban en el último lugar de la tabla descendían a su asociación de origen, hasta que en 1980 se creó la Tercera División, categoría a la que debían descender los equipos con peor rendimiento en el campeonato. Actualmente los equipos descendidos bajan a la Segunda División Profesional de Chile.
En 1987, el campeonato de Segunda División albergó a 28 equipos, la máxima cantidad de participantes en su historia.

### Primera B de Chile
Desde 1996 hasta en la actualidad, el campeonato profesional de segunda categoría de Chile pasó a denominarse «Primera B», moción propuesta por el presidente de Everton, Jorge Castillo, y aceptada por el Consejo de Presidentes de la época. La Primera B se ha caracterizado por diversos sistemas de competición y números de participantes, en la cual ha sido principalmente un torneo anual (salvo la temporada 1997).
Desde 2008, se disputó en una modalidad de torneos de Apertura y Clausura, cuyos campeones disputan el ascenso a la Primera División como vicecampeón de la categoría. Así mismo, asciende el equipo con mayor puntaje en la tabla general, que suma los puntos obtenidos, tanto en el Torneo de Apertura como en el de Clausura.
En 2014 se realizó un torneo anual, y a partir de 2015 pasa a contar con una liguilla de postemporada que define los segundos ascendidos de categoría.
Además, contrastando con la edición de 1987, el torneo del año 2007, fue el que acogió menor número de equipos en su historia, con un total de 11 equipos, esto se debió a la política de la ANFP, de potenciar la Primera División con 21 equipos.

### Equipos participantes 2025
De los siguientes 16 clubes, que participan en la Primera B de Chile, para la Temporada 2025, 5 son los equipos han sido campeones de la Primera División: Magallanes, Santiago Morning, Santiago Wanderers, Unión San Felipe y Cobreloa. El equipo con más temporadas en total es Unión San Felipe con 44 y el equipo con más presencias consecutivas es Santiago Morning con 14.
De todos los clubes participantes, las escuadras de Deportes Recoleta y Deportes Santa Cruz nunca han jugado en la Primera División, por contra parte, Unión San Felipe, Rangers, Santiago Wanderers, Deportes Antofagasta y Cobreloa, nunca han descendido o jugado; en una división inferior a la Primera B, ya sea Segunda División Profesional, Tercera División A o Tercera División B.
| Cobreloa                           | Calama      | 7 de enero de 1977      | César Bravo         | Zorros del Desierto              | 12.102 | Siker    |                      |
| Curicó Unido                       | Curicó      | 26 de febrero de 1973   | Héctor Almandoz     | La Granja                        | 8.278  | KS7      | Multihogar           |
| Deportes Antofagasta               | Antofagasta | 14 de mayo de 1966      | Hernán Peña         | Regional Calvo y Bascuñán        | 21.178 | Claus-7  | Minera Escondida     |
| Deportes Concepción                | Concepción  | 15 de abril de 1966     | Manuel Suárez       | Ester Roa Rebolledo              | 33.000 | Kelme    | Redfarma             |
| Deportes Copiapó                   | Copiapó     | 9 de marzo de 1999      | Hernán Caputto      | Luis Valenzuela Hermosilla       | 8.000  | Claus-7  |                      |
| Deportes Recoleta                  | Santiago    | 23 de enero de 2012     | Luis Landeros       | Municipal Leonel Sánchez Lineros | 2.000  | Training | Sumup                |
| Deportes Santa Cruz                | Santa Cruz  | 25 de mayo de 1913      | Nelson Garrido      | Joaquín Muñoz García             | 6.000  | OneFit   | Clínica Boza         |
| Deportes Temuco                    | Temuco      | 20 de marzo de 1965     | Esteban Valencia    | Germán Becker                    | 18.000 | M11      | Rosen                |
| Magallanes                         | Santiago    | 27 de octubre de 1897   | Braulio Leal        | Municipal San Bernardo           | 3.500  | Siker    | Novibet              |
| Rangers                            | Talca       | 2 de noviembre de 1902  | Erwin Durán         | Fiscal de Talca                  | 16.000 | KS7      | PF Alimentos         |
| San Luis de Quillota               | Quillota    | 8 de diciembre de 1919  | Damián Muñoz        | Lucio Fariña Fernández           | 7.700  | Claus-7  | CVU Transportes      |
| San Marcos de Arica                | Arica       | 14 de diciembre de 1978 | Germán Cavalieri    | Carlos Dittborn                  | 10.000 | Dittborn | TPA                  |
| Santiago Morning                   | Santiago    | 16 de octubre de 1903   | Luis Marcoleta      | Municipal de La Pintana          | 5.000  | KS7      | Finasur              |
| Santiago Wanderers                 | Valparaíso  | 15 de agosto de 1892    | Héctor Robles       | Elías Figueroa Brander           | 21.568 | KS7      | TPS Latamwin         |
| Unión San Felipe                   | San Felipe  | 16 de octubre de 1956   | Francisco Palladino | Municipal de San Felipe          | 10.000 | Claus-7  | La Cruz Inmobiliaria |
| Universidad de Concepción          | Concepción  | 8 de agosto de 1994     | Cristián Muñoz      | Ester Roa Rebolledo              | 33.000 | Capelli  | UdeC                 |
| Actualizado el 17 de enero de 2025 |             |                         |                     |                                  |        |          |                      |

- En cursiva estadios que no son reductos principales, sin embargo se ocuparán por el equipo local, debido a reparaciones, remodelaciones y/o debido a resoluciones sanitarias enmarcadas en la Pandemia de Coronavirus.

## Patrocinios
| Período   | Patrocinador     |
| --------- | ---------------- |
| 1993-2009 | Banco Estado     |
| 2010-2013 | Petrobras        |
| 2014-2015 | Scotiabank       |
| 2016-2018 | Loto             |
| 2019      | As.com           |
| 2020      | JuegaEnLinea.com |
| 2021-2023 | Betsson          |
| 2024      | ACHS Salud       |
| 2025-act. | Caixun           |

## Palmarés
Con 74 temporadas de la Primera B, se observa una supremacía de Deportes Temuco, que en la estadística posee 5 campeonatos nacionales de Primera B.
Muy por el contrario, de lo que sucede en la Primera División, con la mayoría de los campeonatos concentrados en la capital, la "Primera B" presenta un claro dominio, de los equipos regionales, en donde prácticamente todas las regiones del país, han tenido a un equipo campeón de esta división (con excepción de las regiones de Los Ríos, Aysén y Magallanes).
De los campeonatos disputados entre 1952 hasta 2024, las regiones con más campeonatos son: la región de Valparaíso con 16 títulos, seguido por la región Metropolitana con 15, más atrás aparecen las regiones del Bio-Bío y de Coquimbo, con un total de 8 títulos. El resto de los campeones se distribuyen en otras regiones, Sin embargo, la supremacía de las regiones, se ve reflejada en que de sus 75 torneos jugados (74 temporadas), 60 veces fueron ganadas, por algún equipo de región.
Un total de 37 clubes, se han coronado campeón alguna vez, en su historia.

### Campeones por temporada
| Año             | Campeón                   | Subcampeón                |
| --------------- | ------------------------- | ------------------------- |
| 1952            | Palestino                 | Rangers                   |
| 1953            | Thomas Bata               | América                   |
| 1954            | O'Higgins Braden          | América                   |
| 1955            | San Luis                  | Unión La Calera           |
| 1956            | Universidad Católica      | Deportes La Serena        |
| 1957            | Deportes La Serena        | Santiago Morning          |
| 1958            | San Luis (2)              | Santiago Morning          |
| 1959            | Santiago Morning          | Green Cross               |
| 1960            | Green Cross               | Deportes La Serena        |
| 1961            | Unión La Calera           | Unión San Felipe          |
| 1962            | Coquimbo Unido            | San Antonio Unido         |
| 1963            | Green Cross (2)           | Trasandino                |
| 1964            | O'Higgins                 | Lister Rossel             |
| 1965            | Ferrobádminton            | Huachipato                |
| 1966            | Huachipato                | Coquimbo Unido            |
| 1967            | Deportes Concepción       | Lota Schwager             |
| 1968            | Antofagasta Portuario     | San Luis                  |
| 1969            | Lota Schwager             | Ñublense                  |
| 1970            | Unión San Felipe          | Iberia                    |
| 1971            | Naval                     | Ñublense                  |
| 1972            | Palestino (2)             | Ferroviarios              |
| 1973            | Aviación                  | Ñublense                  |
| 1974            | Santiago Morning (2)      | Everton                   |
| 1975            | Universidad Católica (2)  | Deportes Ovalle           |
| 1976            | Ñublense                  | O'Higgins                 |
| 1977            | Coquimbo Unido (2)        | Rangers                   |
| 1978            | Santiago Wanderers        | Naval                     |
| 1979            | Deportes Iquique          | Magallanes                |
| 1980            | San Luis (3)              | Ñublense                  |
| 1981            | San Marcos de Arica       | Santiago Morning          |
| 1982            | Fernández Vial            | Everton                   |
| 1983            | Cobresal                  | San Luis                  |
| 1984            | Unión La Calera (2)       | Deportes Concepción       |
| 1985            | Trasandino                | Fernández Vial            |
| 1986            | Lota Schwager (2)         | O'Higgins                 |
| 1987            | Deportes La Serena (2)    | Deportes Valdivia         |
| 1988            | Rangers                   | Unión San Felipe          |
| 1989            | Universidad de Chile      | Palestino                 |
| 1990            | Provincial Osorno         | Coquimbo Unido            |
| 1991            | Deportes Temuco(3)        | Huachipato                |
| 1992            | Provincial Osorno (2)     | Deportes Iquique          |
| 1993            | Rangers (2)               | Cobresal                  |
| 1994            | Deportes Concepción (2)   | Huachipato                |
| 1995            | Santiago Wanderers (2)    | Audax Italiano            |
| 1996            | Deportes La Serena (3)    | Deportes Puerto Montt     |
| Apertura 1997   | Rangers (3)               | Everton                   |
| Clausura 1997   | Deportes Iquique (2)      | Everton                   |
| 1998            | Cobresal (2)              | O'Higgins                 |
| 1999            | Unión Española            | Santiago Wanderers        |
| 2000            | Unión San Felipe (2)      | Rangers                   |
| 2001            | Deportes Temuco (4)       | Cobresal                  |
| 2002            | Deportes Puerto Montt     | Universidad de Concepción |
| 2003            | Everton                   | Deportes La Serena        |
| 2004            | Deportes Melipilla        | Deportes Concepción       |
| 2005            | Santiago Morning (3)      | Deportes Antofagasta      |
| 2006            | Deportes Melipilla (2)    | Ñublense                  |
| 2007            | Provincial Osorno (3)     | Rangers                   |
| 2008            | Curicó Unido              | Deportes Iquique          |
| 2009            | Unión San Felipe (3)      | Santiago Wanderers        |
| 2010            | Deportes Iquique (3)      | Unión La Calera           |
| 2011            | Deportes Antofagasta (2)  | Rangers                   |
| 2012            | San Marcos de Arica (2)   | Ñublense                  |
| Transición 2013 | Universidad de Concepción | Curicó Unido              |
| 2013-14         | San Marcos de Arica (3)   | Barnechea                 |
| 2014-15         | San Luis (4)              | Unión San Felipe          |
| 2015-16         | Deportes Temuco (5)       | Curicó Unido              |
| 2016-17         | Curicó Unido (2)          | San Marcos de Arica       |
| Transición 2017 | Unión La Calera (3)       | Deportes Copiapó          |
| 2018            | Coquimbo Unido (3)        | Cobreloa                  |
| 2019            | Santiago Wanderers (3)    | Deportes La Serena        |
| 2020            | Ñublense (2)              | Unión San Felipe          |
| 2021            | Coquimbo Unido (4)        | Deportes Copiapó          |
| 2022            | Magallanes (1)            | Cobreloa                  |
| 2023            | Cobreloa (1)              | Deportes Iquique          |
| 2024            | Deportes La Serena (4)    | Magallanes                |

### Títulos por equipo
Actualizado el 29 de septiembre de 2024.
| Club                      | Campeón | Subcampeón | Temp. Campeón                   | Temp. Subcampeón                   |
| ------------------------- | ------- | ---------- | ------------------------------- | ---------------------------------- |
| Deportes Temuco           | 5       | 1          | 1960, 1963, 1991, 2001, 2015-16 | 1959                               |
| Deportes La Serena        | 4       | 4          | 1957, 1987, 1996, 2024          | 1956, 1960, 2003, 2019             |
| San Luis                  | 4       | 2          | 1955, 1958, 1980, 2014-15       | 1968, 1983                         |
| Coquimbo Unido            | 4       | 2          | 1962, 1977, 2018, 2021          | 1966, 1990                         |
| Rangers                   | 3       | 5          | 1988, 1993, A-1997              | 1952, 1977, 2000, 2007, 2011       |
| Unión San Felipe          | 3       | 4          | 1970, 2000, 2009                | 1961, 1988, 2014-15, 2020          |
| Santiago Morning          | 3       | 3          | 1959, 1974, 2005                | 1957, 1958, 1981                   |
| Deportes Iquique          | 3       | 3          | 1979, C-1997, 2010              | 1992, 2008, 2023                   |
| Unión La Calera           | 3       | 2          | 1961, 1984, T-2017              | 1955, 2010                         |
| Santiago Wanderers        | 3       | 2          | 1978, 1995, 2019                | 1999, 2009                         |
| San Marcos de Arica       | 3       | 1          | 1981, 2012, 2013-14             | 2016-17                            |
| Provincial Osorno         | 3       |            | 1990, 1992, 2007                |                                    |
| Ñublense                  | 2       | 6          | 1976, 2020                      | 1969, 1971, 1973, 1980, 2006, 2012 |
| Deportes Concepción       | 2       | 2          | 1967, 1994                      | 1984, 2004                         |
| Cobresal                  | 2       | 2          | 1983, 1998                      | 1993, 2001                         |
| Curicó Unido              | 2       | 2          | 2008, 2016-17                   | T-2013, 2015-16                    |
| Palestino                 | 2       | 1          | 1952, 1972                      | 1989                               |
| Deportes Antofagasta      | 2       | 1          | 1968, 2011                      | 2005                               |
| Lota Schwager             | 2       | 1          | 1969, 1986                      | 1967                               |
| Universidad Católica      | 2       |            | 1956, 1975                      |                                    |
| Deportes Melipilla        | 2       |            | 2004, 2006                      |                                    |
| Everton                   | 1       | 4          | 2003                            | 1974, 1982, A-1997, C-1997         |
| O'Higgins                 | 1       | 3          | 1964                            | 1976, 1986, 1998                   |
| Huachipato                | 1       | 3          | 1966                            | 1965, 1991, 1994                   |
| Cobreloa                  | 1       | 2          | 2023                            | 2018, 2022                         |
| Magallanes                | 1       | 2          | 2022                            | 1979, 2024                         |
| Naval                     | 1       | 1          | 1971                            | 1978                               |
| Fernández Vial            | 1       | 1          | 1982                            | 1985                               |
| Trasandino                | 1       | 1          | 1985                            | 1963                               |
| Deportes Puerto Montt     | 1       | 1          | 2002                            | 1996                               |
| Universidad de Concepción | 1       | 1          | T-2013                          | 2002                               |
| Thomas Bata               | 1       |            | 1953                            |                                    |
| O'Higgins Braden          | 1       |            | 1954                            |                                    |
| Ferrobádminton            | 1       |            | 1965                            |                                    |
| Deportes Aviación         | 1       |            | 1973                            |                                    |
| Universidad de Chile      | 1       |            | 1989                            |                                    |
| Unión Española            | 1       |            | 1999                            |                                    |
| América de Rancagua       |         | 2          |                                 | 1953, 1954                         |
| Deportes Copiapó          |         | 2          |                                 | T-2017, 2021                       |
| San Antonio Unido         |         | 1          |                                 | 1962                               |
| Deportes Linares          |         | 1          |                                 | 1964                               |
| Deportes Iberia           |         | 1          |                                 | 1970                               |
| Ferroviarios              |         | 1          |                                 | 1972                               |
| Deportes Ovalle           |         | 1          |                                 | 1975                               |
| Deportes Valdivia         |         | 1          |                                 | 1987                               |
| Audax Italiano            |         | 1          |                                 | 1995                               |
| Barnechea                 |         | 1          |                                 | 2013-14                            |

### Títulos por región
| Región             | Títulos | Clubes |
| ------------------ | ------- | --- |
| Metropolitana      | 15      | Santiago Morning (3), Palestino (2), Universidad Católica (2), Deportes Melipilla (2), Thomas Bata (1), Ferrobádminton (1), Deportes Aviación (1), Universidad de Chile (1), Unión Española (1) y Magallanes (1) |
| Valparaíso         | 15      | San Luis de Quillota (4), Unión San Felipe (3), Unión La Calera (3), Santiago Wanderers (3), Everton (1) y Trasandino (1)                                                                                        |
| Coquimbo           | 8       | Coquimbo Unido (4), Deportes La Serena (4) |
| Biobío             | 8       | Deportes Concepción (2), Lota Schwager (2), Naval (1), Huachipato (1), Fernández Vial (1), Universidad de Concepción (1)                                                                                         |
| La Araucanía       | 5       | Deportes Temuco (5) |
| Maule              | 5       | Rangers (3) y Curicó Unido (2) |
| Los Lagos          | 4       | Provincial Osorno (3) y Deportes Puerto Montt (1) |
| Arica y Parinacota | 3       | San Marcos de Arica (3) |
| Tarapacá           | 3       | Deportes Iquique (3) |
| Antofagasta        | 3       | Deportes Antofagasta (2) y Cobreloa (1) |
| Atacama            | 2       | Cobresal (2) |
| O'Higgins          | 2       | O'Higgins (1) y O'Higgins Braden (1) |
| Ñuble              | 2       | Ñublense (2) |

## Goleadores
| Año             | Jugador                   | Club                           | Goles |
| --------------- | ------------------------- | ------------------------------ | ----- |
| 1952            | Héctor Avilés             | Rangers                        | 15    |
| 1953            | Carlos Romero             | Thomas Bata                    | 20    |
| 1954            | Jorge Peñaloza            | O’Higgins Braden               | 20    |
| 1955            | Héctor Novoa              | Iberia                         | 18    |
| 1956            | Luis Wilson               | Unión La Calera                | 21    |
| 1957            | Julio Menadier            | Santiago Morning               | 28    |
| 1958            | Emilio Zamora             | San Luis                       | 24    |
| 1959            | Jorge Fuenzalida          | Santiago Morning               | 22    |
| 1960            | Gustavo Albella           | Green Cross                    | 22    |
| 1961            | José Borello              | Ñublense                       | 20    |
| 1962            | Raúl Grandón              | Lister Rosell                  | 16    |
| 1963            | Ricardo Sepúlveda         | Green Cross                    | 25    |
| 1964            | Dalmacio San Martín       | Lister Rosell                  | 22    |
| 1965            | Octavio Moraga            | Municipal de Santiago          | 21    |
| 1966            | Octavio Moraga            | Municipal de Santiago          | 21    |
| 1966            | Rubén Acuña               | Deportes Concepción            | 21    |
| 1967            | Rubén Acuña               | Deportes Concepción            | 17    |
| 1968            | Fernando Pérez            | Universidad Técnica del Estado | 25    |
| 1969            | Andrés Gómez              | Iberia                         | 26    |
| 1970            | Ricardo Rojas             | Unión San Felipe               | 25    |
| 1971            | Francisco Quinteros       | Badminton de Curicó            | 19    |
| 1972            | Alberto Hidalgo           | Ferroviarios                   | 19    |
| 1973            | Ricardo Rojas             | Everton                        | 24    |
| 1974            | Sergio “Charola” González | Audax Italiano                 | 15    |
| 1974            | Jaime Fonseca             | Trasandino                     | 15    |
| 1974            | Carlos Lagreze            | Ferroviarios                   | 15    |
| 1975            | Jaime Fonseca             | Trasandino                     | 24    |
| 1976            | Patricio Bonhomme         | Deportes Linares               | 29    |
| 1977            | Hugo Cárdenas             | Independiente de Cauquenes     | 19    |
| 1977            | Ely Carrasco              | Malleco Unido                  | 19    |
| 1978            | Ricardo Flores            | Naval                          | 21    |
| 1979            | Ribamar Batista           | Independiente de Cauquenes     | 36    |
| 1980            | Víctor Cabrera            | San Luis                       | 29    |
| 1981            | Sergio Salgado            | Cobresal                       | 27    |
| 1982            | Caupolicán Escobar        | Trasandino                     | 24    |
| 1983            | Hermes Navarro            | General Velásquez              | 23    |
| 1984            | Luis Martínez             | Curicó Unido                   | 28    |
| 1985            | Manuel Baeza              | Deportes Antofagasta           | 18    |
| 1986            | Iván Zamorano             | Cobreandino                    | 27    |
| 1987            | Carlos Gustavo de Luca    | Santiago Wanderers             | 16    |
| 1988            | Hermes Navarro            | Rangers                        | 17    |
| 1989            | Juan Ramón Garrido        | Palestino                      | 20    |
| 1990            | Luis Marcoleta            | Deportes Lozapenco             | 25    |
| 1991            | Nelson Sandoval           | Deportes Temuco                | 18    |
| 1992            | Edgardo Garcés            | Provincial Osorno              | 23    |
| 1993            | Sergio Salgado            | Cobresal                       | 13    |
| 1994            | Andrés Roldán             | Fernández Vial                 | 16    |
| 1995            | Sergio Salgado            | Cobresal                       | 24    |
| 1996            | Sergio Salgado            | Cobresal                       | 27    |
| Apertura 1997   | Ramón Castillo            | Rangers                        | 13    |
| Clausura 1997   | Enrique Ferraro           | O'Higgins                      | 12    |
| 1998            | Mario Núñez               | O'Higgins                      | 19    |
| 1998            | Rubén Dundo               | Cobresal                       | 19    |
| 1999            | Marco Olea                | Provincial Osorno              | 22    |
| 2000            | Gustavo Biscayzacú        | Fernández Vial                 | 18    |
| 2001            | Carlos Cáceres            | Deportes Antofagasta           | 23    |
| 2002            | Rodrigo Garrido           | Deportes La Serena             | 25    |
| 2003            | Claudio Videla            | O'Higgins                      | 23    |
| 2004            | Claudio Videla            | O'Higgins                      | 18    |
| 2005            | Esteban Paredes           | Santiago Morning               | 25    |
| 2006            | Patricio Morales          | Lota Schwager                  | 18    |
| 2007            | Mario Núñez               | Provincial Osorno              | 19    |
| 2008            | Joel Estay                | Unión La Calera                | 27    |
| 2009            | Ángel Vildozo             | Unión San Felipe               | 27    |
| 2010            | Ariel Pereyra             | Unión La Calera                | 19    |
| 2011            | Emanuel Herrera           | Deportes Concepción            | 27    |
| 2012            | Isaac Díaz                | Ñublense                       | 20    |
| Transición 2013 | Diego Churín              | Curicó Unido                   | 8     |
| Transición 2013 | Mario Pierani             | Coquimbo Unido                 | 8     |
| 2013-14         | Cris Martínez             | San Luis                       | 13    |
| 2014-15         | Matías Campos López       | Unión San Felipe               | 16    |
| 2015-16         | David Escalante           | Santiago Morning               | 17    |
| 2016-17         | Diego Ruiz                | Deportes Iberia                | 13    |
| 2016-17         | Michael Silva             | San Marcos de Arica            | 13    |
| Transición 2017 | Lucas Simón               | Cobreloa                       | 11    |
| Transición 2017 | Sebastián Abreu           | Deportes Puerto Montt          | 11    |
| 2018            | Rodrigo Holgado           | Coquimbo Unido                 | 18    |
| 2019            | Mathías Pinto             | Ñublense                       | 14    |
| 2020            | Gonzalo Sosa              | Deportes Melipilla             | 17    |
| 2021            | Manuel López              | Deportes Copiapó               | 21    |
| 2022            | Maximiliano Quinteros     | Deportes Copiapó               | 18    |
| 2023            | Rodrigo Contreras         | Deportes Antofagasta           | 18    |
| 2024            | Lionel Altamirano         | Deportes La Serena             | 20    |

### Goleadores históricos
| Pos. | Jugador           | Nacionalidad | Total | Período de Actividad | Equipo(s)                                                                                                 |
| ---- | ----------------- | ------------ | ----- | -------------------- | --- |
| 1º   | Patricio Bonhomme | Chile        | 152   | 1972-1991            | Curicó Unido, Colchagua, Deportes Linares, Huachipato, Fernández Vial, Lota Schwager, Deportes Lozapenco. |
| 2º   | Ariel Pereyra     | Argentina    | 141   | 1994-2013            | Everton, Unión La Calera, Curicó Unido.                                                                   |
| 3º   | Sergio Salgado    | Chile        | 132   | 1976-1997            | Deportes Iberia, Unión La Calera, Cobresal, San Marcos de Arica.                                          |

## Entrenadores campeones
| Año             | Entrenador                                       | Club                      |
| --------------- | ------------------------------------------------ | ------------------------- |
| 1952            | Luis Tirado y Francisco Hormazábal (en conjunto) | Palestino                 |
| 1953            | Luis Fujiwara                                    | Thomas Bata               |
| 1954            | Francisco Hormazábal                             | O'Higgins Braden          |
| 1955            | Enrique Sorrel                                   | San Luis                  |
| 1956            | Jorge Ormos                                      | Universidad Católica      |
| 1957            | Alberto Buccicardi                               | Deportes La Serena        |
| 1958            | Luis Tirado                                      | San Luis                  |
| 1959            | Julio Varela                                     | Santiago Morning          |
| 1960            | José Salerno                                     | Green Cross               |
| 1961            | Óscar Andrade                                    | Unión La Calera           |
| 1962            | Óscar Olivares                                   | Coquimbo Unido            |
| 1963            | Francisco Hormazábal                             | Green Cross               |
| 1964            | José Pérez                                       | O'Higgins                 |
| 1965            | Julio Varela                                     | Ferrobádminton            |
| 1966            | Luis Vera                                        | Huachipato                |
| 1967            | Isaac Carrasco                                   | Deportes Concepción       |
| 1968            | Francisco Hormazábal                             | Antofagasta Portuario     |
| 1969            | Isaac Carrasco                                   | Lota Schwager             |
| 1970            | Luis Santibáñez                                  | Unión San Felipe          |
| 1971            | Guillermo Páez                                   | Naval                     |
| 1972            | Adolfo Rodríguez Humberto Díaz                   | Palestino                 |
| 1973            | Arturo Quiroz                                    | Aviación                  |
| 1974            | Ramón Climent                                    | Everton                   |
| 1975            | Jorge Luco                                       | Universidad Católica      |
| 1976            | Isaac Carrasco                                   | Ñublense                  |
| 1977            | Ramón Climent                                    | Coquimbo Unido            |
| 1978            | Guillermo Díaz                                   | Santiago Wanderers        |
| 1979            | Ramón Estay                                      | Deportes Iquique          |
| 1980            | Alex Veloso                                      | San Luis                  |
| 1981            | Alicel Belmar                                    | Deportes Arica            |
| 1982            | Antonio Vargas                                   | Fernández Vial            |
| 1983            | Manuel Rodríguez Araneda                         | Cobresal                  |
| 1984            | Alfonso Sepúlveda                                | Unión La Calera           |
| 1985            | Isaac Carrasco                                   | Trasandino                |
| 1986            | Juan Carlos Gangas                               | Lota Schwager             |
| 1987            | José Sulantay                                    | Deportes La Serena        |
| 1988            | Hugo Solís                                       | Rangers                   |
| 1989            | Luis Ibarra                                      | Universidad de Chile      |
| 1990            | Guillermo Yávar                                  | Provincial Osorno         |
| 1991            | Luis Santibáñez                                  | Deportes Temuco           |
| 1992            | Jorge Garcés                                     | Provincial Osorno         |
| 1993            | Hugo Solís                                       | Rangers                   |
| 1994            | Fernando Cavalleri                               | Deportes Concepción       |
| 1995            | Jorge Luis Siviero                               | Santiago Wanderers        |
| 1996            | Gustavo Huerta                                   | Deportes La Serena        |
| Apertura 1997   | Raúl Toro                                        | Rangers                   |
| Clausura 1997   | Manuel Rodríguez                                 | Deportes Iquique          |
| 1998            | Sergio Nichiporuk                                | Cobresal                  |
| 1999            | Juvenal Olmos                                    | Unión Española            |
| 2000            | Raúl Toro                                        | Unión San Felipe          |
| 2001            | Roque Mercury                                    | Deportes Temuco           |
| 2002            | Sergio Nichiporuk                                | Deportes Puerto Montt     |
| 2003            | Jorge Socías                                     | Everton                   |
| 2004            | Juan Ubilla                                      | Deportes Melipilla        |
| 2005            | Ivo Basay                                        | Santiago Morning          |
| 2006            | Luis Musrri                                      | Deportes Melipilla        |
| 2007            | Osvaldo Hurtado                                  | Provincial Osorno         |
| 2008            | Luis Marcoleta                                   | Curicó Unido              |
| 2009            | Roberto Mariani                                  | Unión San Felipe          |
| 2010            | José Cantillana                                  | Deportes Iquique          |
| 2011            | Gustavo Huerta                                   | Deportes Antofagasta      |
| 2012            | Luis Marcoleta                                   | San Marcos de Arica       |
| Transición 2013 | Pablo Sánchez                                    | Universidad de Concepción |
| 2013-14         | Luis Marcoleta                                   | San Marcos de Arica       |
| 2014-15         | Víctor Rivero                                    | San Luis                  |
| 2015-16         | Luis Landeros                                    | Deportes Temuco           |
| 2016-17         | Luis Marcoleta                                   | Curicó Unido              |
| Transición 2017 | Víctor Rivero                                    | Unión La Calera           |
| 2018            | Patricio Graff                                   | Coquimbo Unido            |
| 2019            | Miguel Ramírez                                   | Santiago Wanderers        |
| 2020            | Jaime García                                     | Ñublense                  |
| 2021            | Héctor Tapia                                     | Coquimbo Unido            |
| 2022            | Nicolás Núñez                                    | Magallanes                |
| 2023            | Emiliano Astorga                                 | Cobreloa                  |
| 2024            | Erwin Durán                                      | Deportes La Serena        |

### Entrenador con más títulos
| Entrenador               | Títulos | Equipos                                          |
| ------------------------ | ------- | ------------------------------------------------ |
| Isaac Carrasco           | 4       | Concepción, Lota Schwager, Ñublense y Trasandino |
| Luis Marcoleta           | 4       | Curicó Unido (2) y San Marcos de Arica (2)       |
| Francisco Hormazábal     | 3       | O'Higgins Braden, Green Cross y Antofagasta      |
| Luis Tirado              | 2       | San Luis y Palestino                             |
| Ramón Climent            | 2       | Everton y Coquimbo Unido                         |
| Luis Santibáñez          | 2       | Unión San Felipe y Deportes Temuco               |
| Manuel Rodríguez Araneda | 2       | Cobresal y Deportes Iquique                      |
| Raúl Toro                | 2       | Rangers y Unión San Felipe                       |
| Sergio Nichiporuk        | 2       | Cobresal y Puerto Montt                          |
| Gustavo Huerta           | 2       | Deportes La Serena y Deportes Antofagasta        |
| Hugo Solís               | 2       | Rangers                                          |
| Víctor Rivero            | 2       | San Luis y Unión La Calera                       |

- Dos títulos, desde Santiago se trasladaron a La Araucanía.

## Ascensos y descensos a Liga de Primera
Antes del establecimiento de la Segunda División chilena, entre 1936 y 1951, se jugó un torneo conocido como DIVHA (División de Honor Amateur), que en dos ocasiones, vio a sus campeones ascendidos a Liga de Primera: Iberia de Los Ángeles en 1945 y Ferroviarios en 1949. El primer club descendido a la DIVHA fue Santiago National, en 1948, sobre la base de los promedios de puntaje de las tres últimas temporadas.
La Segunda División chilena, se estableció en 1952. A partir de 1996, se le conoce como la Primera B. A partir de 2023, adopta su nombre actual de Liga de Ascenso. 
- Negrita: Equipos quienes ascendieron a Liga de Primera como campeón.
- Cursiva: Equipos quienes ascendieron a Liga de Primera a partir de play-off o liguilla de promoción.

| Año             | N.º de equipos participantes | Descendidos a Segunda División | Ascendidos desde Segunda División                                                                                            |
| --------------- | ---------------------------- | --- | --- |
| 1952            | 12                           | Ninguno | Palestino, Rangers |
| 1953            | 14                           | Ninguno | Ninguno. |
| 1954            | 14                           | Iberia | O'Higgins-Braden |
| 1955            | 14                           | Universidad Católica | San Luis |
| 1956            | 14                           | Santiago Morning | Universidad Católica |
| 1957            | 14                           | San Luis | Deportes La Serena |
| 1958            | 14                           | Green Cross | San Luis |
| 1959            | 14                           | Deportes La Serena | Santiago Morning |
| 1960            | 14                           | Magallanes | Green Cross |
| 1961            | 14                           | Ninguno | Unión La Calera, Unión San Felipe, Deportes La Serena, Magallanes                                                            |
| 1962            | 18                           | Green Cross | Coquimbo Unido |
| 1963            | 18                           | O'Higgins | Green Cross |
| 1964            | 18                           | Ferrobádminton | O'Higgins |
| 1965            | 18                           | Coquimbo Unido | Ferrobádminton |
| 1966            | 18                           | Ferrobádminton | Huachipato |
| 1967            | 18                           | San Luis | Deportes Concepción |
| 1968            | 18                           | Unión San Felipe | Antofagasta |
| 1969            | 18                           | Santiago Morning | Lota Schwager |
| 1970            | 18                           | Palestino | Unión San Felipe |
| 1971            | 18                           | Audax Italiano | Naval |
| 1972            | 18                           | Everton | Palestino |
| 1973            | 18                           | Universidad Católica | Deportes Aviación |
| 1974            | 18                           | Unión La Calera, Unión San Felipe | Santiago Morning, Everton |
| 1975            | 18                           | Magallanes, O'Higgins | Universidad Católica, Deportes Ovalle                                                                                        |
| 1976            | 18                           | Deportes La Serena, Naval, Rangers | Ñublense, O'Higgins, Audax Italiano                                                                                          |
| 1977            | 18                           | Antofagasta, Deportes Ovalle, Santiago Wanderers                                                                                            | Coquimbo Unido, Rangers, Cobreloa                                                                                            |
| 1978            | 18                           | Rangers, Huachipato | Santiago Wanderers, Naval |
| 1979            | 18                           | Ñublense, Santiago Morning | Deportes Iquique, Magallanes                                                                                                 |
| 1980            | 18                           | Green Cross de Temuco, Santiago Wanderers, Lota Schwager, Coquimbo Unido, Deportes Aviación                                                 | San Luis, Ñublense, Deportes La Serena                                                                                       |
| 1981            | 16                           | Ñublense, Everton, Deportes Concepción, San Luis                                                                                            | Deportes Arica, Santiago Morning, Regional Atacama, Rangers                                                                  |
| 1982            | 16                           | Santiago Morning, Deportes La Serena | A. Fernández Vial, Everton, Trasandino, Unión San Felipe, Antofagasta, Santiago Wanderers, Huachipato, Green Cross de Temuco |
| 1983            | 22                           | Ninguno | Cobresal, San Luis, Coquimbo Unido, Deportes La Serena                                                                       |
| 1984            | 26                           | Coquimbo Unido, Deportes La Serena, Green Cross de Temuco, Trasandino, Regional Atacama, A. Fernández Vial, Antofagasta, Santiago Wanderers | Unión La Calera, Deportes Concepción                                                                                         |
| 1985            | 20                           | Deportes Arica, O'Higgins | Trasandino, A. Fernández Vial                                                                                                |
| 1986            | 18                           | Unión La Calera, Trasandino, Magallanes, Unión San Felipe, Audax Italiano                                                                   | Lota Schwager |
| 1987            | 16                           | San Luis, Rangers, Lota Schwager | Deportes La Serena, Deportes Valdivia, O'Higgins                                                                             |
| 1988            | 16                           | Palestino, Universidad de Chile | Rangers, Unión San Felipe |
| 1989            | 16                           | Deportes Valdivia, Rangers, Unión San Felipe                                                                                                | Universidad de Chile, Palestino, Santiago Wanderers                                                                          |
| 1990            | 16                           | Huachipato, Deportes Iquique, Naval | Provincial Osorno, Coquimbo Unido, Antofagasta                                                                               |
| 1991            | 16                           | Provincial Osorno, Santiago Wanderers | Deportes Temuco, Huachipato                                                                                                  |
| 1992            | 16                           | Huachipato, A. Fernández Vial, Cobresal | Provincial Osorno, Deportes Iquique, Deportes Melipilla                                                                      |
| 1993            | 16                           | Deportes Iquique, Deportes Concepción, Deportes Melipilla                                                                                   | Rangers, Cobresal, Regional Atacama                                                                                          |
| 1994            | 16                           | Rangers, Cobresal | Deportes Concepción, Huachipato                                                                                              |
| 1995            | 16                           | Deportes La Serena, Everton | Santiago Wanderers, Audax Italiano                                                                                           |
| 1996            | 16                           | O'Higgins, Regional Atacama | Deportes La Serena, Deportes Puerto Montt                                                                                    |
| 1997            | 16                           | Unión Española, Antofagasta | Rangers, Deportes Iquique.                                                                                                   |
| 1998            | 16                           | Santiago Wanderers, Deportes Temuco, Provincial Osorno                                                                                      | Cobresal, O'Higgins, Santiago Morning                                                                                        |
| 1999            | 16                           | Rangers, Deportes La Serena, Cobresal, Deportes Iquique                                                                                     | Unión Española, Santiago Wanderers, Everton, Provincial Osorno                                                               |
| 2000            | 16                           | Everton, Provincial Osorno | Unión San Felipe, Rangers |
| 2001            | 16                           | O'Higgins, Deportes Puerto Montt | Deportes Temuco, Cobresal |
| 2002 detalle    | 16                           | Deportes Concepción, Santiago Morning | Deportes Puerto Montt, Universidad de Concepción                                                                             |
| 2003 detalle    | 16                           | Ninguno | Everton, Deportes La Serena                                                                                                  |
| 2004 detalle    | 18                           | Ninguno | Deportes Melipilla, Deportes Concepción                                                                                      |
| 2005 detalle    | 20                           | Unión San Felipe, Deportes Temuco, Deportes Melipilla                                                                                       | Santiago Morning, Antofagasta, O'Higgins                                                                                     |
| 2006 detalle    | 19                           | Santiago Morning, Rangers | Deportes Melipilla, Ñublense, Lota Schwager                                                                                  |
| 2007 detalle    | 21                           | Coquimbo Unido, Santiago Wanderers, Lota Schwager, Deportes Puerto Montt                                                                    | Provincial Osorno, Rangers, Santiago Morning                                                                                 |
| 2008 detalle    | 20                           | Deportes Concepción, Deportes Melipilla, Provincial Osorno, Antofagasta                                                                     | Curicó Unido, Municipal Iquique                                                                                              |
| 2009 detalle    | 14                           | Municipal Iquique, Rangers, Curicó Unido | Unión San Felipe, Santiago Wanderers, San Luis                                                                               |
| 2010 detalle    | 14                           | San Luis, Everton | Municipal Iquique, Unión La Calera                                                                                           |
| 2011 detalle    | 14                           | Ñublense, Santiago Morning | Antofagasta, Rangers |
| 2012 detalle    | 14                           | Deportes La Serena, Unión San Felipe, Universidad de Concepción                                                                             | San Marcos de Arica, Ñublense, Everton                                                                                       |
| 2013 detalle    | 14                           | San Marcos de Arica | Universidad de Concepción |
| 2013-14 detalle | 14                           | Rangers, Everton | San Marcos de Arica, Barnechea                                                                                               |
| 2014-15 detalle | 14                           | Barnechea, Cobreloa, Ñublense | San Luis |
| 2015-16 detalle | 16                           | Unión La Calera, San Marcos de Arica | Deportes Temuco, Everton |
| 2016-17 detalle | 15                           | Cobresal | Curicó Unido |
| 2017 detalle    | 16                           | Santiago Wanderers | Unión La Calera |
| 2018 detalle    | 16                           | San Luis, Deportes Temuco | Coquimbo Unido, Cobresal |
| 2019 detalle    | 16                           | Ninguno | Santiago Wanderers, Deportes La Serena                                                                                       |
| 2020 detalle    | 15                           | Deportes Iquique, Coquimbo Unido, Universidad de Concepción                                                                                 | Ñublense, Deportes Melipilla                                                                                                 |
| 2021 detalle    | 16                           | Santiago Wanderers, Deportes Melipilla | Coquimbo Unido |
| 2022 detalle    | 17                           | Deportes La Serena, Deportes Antofagasta | Magallanes, Deportes Copiapó                                                                                                 |
| 2023 detalle    | 16                           | Magallanes, Curicó Unido | Cobreloa, Deportes Iquique                                                                                                   |
| 2024 detalle    | 16                           | Cobreloa, Deportes Copiapó | Deportes La Serena, Deportes Limache                                                                                         |

### Cantidad de ascensos y descensos por equipo a Liga de Primera
| Equipo                    | Total | Temp. Ascensos                                       | Temp. Descensos                                         |
| ------------------------- | ----- | ---------------------------------------------------- | ------------------------------------------------------- |
| Rangers                   | 18    | 1952, 1977, 1981, 1988, 1993, 1997, 2000, 2007, 2011 | 1976, 1978, 1987, 1989, 1994, 1999, 2006, 2009, 2013-14 |
| Deportes La Serena        | 16    | 1957, 1961, 1980, 1983, 1987, 1996, 2003, 2019       | 1959, 1976, 1982, 1984, 1995, 1999, 2012, 2022          |
| Santiago Wanderers        | 15    | 1978, 1982, 1989, 1995, 1999, 2009, 2019             | 1977, 1980, 1984, 1991, 1998, 2007, 2017, 2021          |
| Santiago Morning          | 13    | 1959, 1974, 1981, 1998, 2005, 2007                   | 1956, 1969, 1979, 1982, 2002, 2006, 2011                |
| San Luis                  | 12    | 1955, 1958, 1980, 1983, 2009, 2014-15                | 1957, 1967, 1981, 1987, 2010, 2018                      |
| Unión San Felipe          | 12    | 1961, 1970, 1982, 1988, 2000, 2009                   | 1968, 1974, 1986, 1989, 2005, 2012                      |
| Everton                   | 12    | 1974, 1982, 1999, 2003, 2012, 2015-16                | 1972, 1981, 1995, 2000, 2010, 2013-14                   |
| Coquimbo Unido            | 11    | 1962, 1977, 1983, 1990, 2018, 2021                   | 1965, 1980, 1984, 2007, 2020                            |
| Deportes Antofagasta      | 11    | 1968, 1982, 1990, 2005, 2011                         | 1977, 1984, 1997, 2008, 2022                            |
| Deportes Iquique          | 11    | 1979, 1992, 1997, 2008, 2010, 2023                   | 1990, 1993, 1999, 2009, 2020                            |
| O'Higgins                 | 10    | 1964, 1976, 1987, 1998, 2005                         | 1963, 1975, 1985, 1996, 2001                            |
| Ñublense                  | 9     | 1976, 1980, 2006, 2012, 2020                         | 1979, 1981, 2011, 2014-2015                             |
| Deportes Temuco           | 9     | 1982, 1991, 2001, 2015-16                            | 1980, 1984, 1998, 2005, 2018                            |
| Cobresal                  | 9     | 1983, 1993, 1998, 2001, 2018                         | 1992, 1994, 1999, 2016-17                               |
| Deportes Concepción       | 8     | 1967, 1984, 1994, 2004                               | 1981, 1993, 2002, 2008                                  |
| Provincial Osorno         | 8     | 1990, 1992, 1999, 2007                               | 1991, 1998, 2000, 2008                                  |
| Deportes Melipilla        | 8     | 1992, 2004, 2006, 2020                               | 1993, 2005, 2008, 2021                                  |
| Huachipato                | 7     | 1966, 1982, 1991, 1994                               | 1978, 1990, 1992                                        |
| Unión La Calera           | 7     | 1961, 1984, 2010, 2017                               | 1974, 1986, 2015-16                                     |
| Magallanes                | 6     | 1961, 1979, 2022                                     | 1960, 1975, 1986                                        |
| Lota Schwager             | 6     | 1969, 1986, 2006                                     | 1980, 1987, 2007                                        |
| San Marcos de Arica       | 6     | 1981, 2012, 2013-14                                  | 1985, 2013, 2015-16                                     |
| Palestino                 | 5     | 1952, 1972, 1989                                     | 1970, 1988                                              |
| Universidad Católica      | 4     | 1956, 1975                                           | 1955, 1973                                              |
| Green Cross               | 4     | 1960, 1963                                           | 1958, 1962                                              |
| Audax Italiano            | 4     | 1976, 1995                                           | 1971, 1986                                              |
| Regional Atacama          | 4     | 1981, 1993                                           | 1984, 1996                                              |
| Trasandino                | 4     | 1982, 1985                                           | 1984, 1986                                              |
| Fernández Vial            | 4     | 1982, 1985                                           | 1984, 1992                                              |
| Deportes Puerto Montt     | 4     | 1996, 2002                                           | 2001, 2007                                              |
| Universidad de Concepción | 4     | 2002, 2013                                           | 2012, 2020                                              |
| Cobreloa                  | 4     | 1977, 2023                                           | 2014-15, 2024                                           |
| Ferrobádminton            | 3     | 1965                                                 | 1964, 1966                                              |
| Naval de Talcahuano       | 3     | 1971, 1978                                           | 1976                                                    |
| Curicó Unido              | 3     | 2008, 2016-17                                        | 2009                                                    |
| Deportes Aviación         | 2     | 1973                                                 | 1980                                                    |
| Deportes Ovalle           | 2     | 1975                                                 | 1977                                                    |
| Deportes Valdivia         | 2     | 1987                                                 | 1989                                                    |
| Universidad de Chile      | 2     | 1989                                                 | 1988                                                    |
| Unión Española            | 2     | 1999                                                 | 1997                                                    |
| Barnechea                 | 2     | 2013-14                                              | 2014-15                                                 |
| Deportes Copiapó          | 1     | 2022                                                 |                                                         |

#### Liguilla de Promoción (1976-2013)
| Temporada | Resultados | Ascendidos         | Descendidos        |               |
| --------- | --- | ------------------ | ------------------ | ------------- |
| 1976      | Huachipato 3 - Trasandino 1 / Audax I. 2 - Rangers 0 Trasandino 3 - Rangers 2 / Audax I. 3 - Huachipato 1 Huachipato 5 - Rangers 0 / Trasandino 3 - Audax I. 2             | Audax Italiano     | Rangers            |               |
| 1977      | S.Morning 2 - Malleco 1 / Cobreloa 1 - S.Wanderers 1 S.Morning 4 - S.Wanderers 1 / Cobreloa 3 - Malleco 0 S.Wanderers 1 - Malleco 1 / S.Morning 1 - Cobreloa 1             | Cobreloa           | Santiago Wanderers |               |
| 1978      | Coquimbo U. 3 - Magallanes 2 / Ñublense 3 - Ovalle 1 Magallanes 2 - Ovalle 2 / Coquimbo U. 3 - Ñublense 1 Ñublense 3 - Magallanes 1 / Coquimbo U. 3 - Ovalle 3             |                    |                    |               |
| 1979      | Arica 3 - Independiente 1 / Audax I. 0 - S.Wanderers 0 Arica 0 - Audax I. 1 / Independiente 3 - S.Wanderers 4 Arica 0 - S.Wanderers 0 / Audax I. 0 - Independiente 0       |                    |                    |               |
| 1980      | La Serena 3 - Aviación 3 / Iquique 1 - S.Morning 0 La Serena 0 - S.Morning 0 / Iquique 2 - Aviación 1 Aviación 2 - S.Morning 2 / Iquique 1 - La Serena 1                   | Deportes La Serena | Aviación           |               |
| 1981      | Palestino 1 - Iquique 1 / Antofagasta 1 - Coquimbo U. 1 Palestino 1 - Coquimbo U. 0 / Antofagasta 2 - Iquique 2 Iquique 4 - Coquimbo U. 3 / Palestino 2 - Antofagasta 1    |                    |                    |               |
| 1982      | U. Española 1 - Cobresal 1 / Palestino 4 - U.La Calera 2 U.La Calera 1 - Cobresal 0 / U. Española 3 - Palestino 2 Palestino 1 - Cobresal 0 / U. Española 2 - U.La Calera 0 |                    |                    |               |
| 1983-1986 | No se disputó | No se disputó      | No se disputó      | No se disputó |
| 1987      | O`Higgins 2 - R.Atacama 0 / Lota Sch. 1 - R.Atacama 0 O`Higgins 1 - Lota Sch. 1                                                                                            | O`Higgins          | Lota Schwager      |               |
| 1988      | Arica 0 - Temuco 0 / O`Higgins 2 - Temuco 0 O`Higgins 2 - Arica 1 |                    |                    |               |
| 1989      | S.Wanderers 5 - Magallanes 2 / U.San Felipe 2 - Magallanes 1/ S.Wanderers 2 - U.San Felipe 2 /S.Wanderers 1(3) - U.San Felipe 1(0)                                         | Santiago Wanderers | Unión San Felipe   |               |
| 1990      | Rangers 1 - Naval 1 / Antofagasta 3 - Everton 3 Everton 1 - Naval 1 / Antofagasta 3 - Rangers 3 Everton 2 - Rangers 0 / Antofagasta 1 - Naval 3                            |                    |                    |               |
| 1991      | Everton 2 - P.Montt 1 / U.de Chile 3 - Soinca Bata 0 Everton 0 - Soinca Bata 0 / U.de Chile 4 - P.Montt 0 Everton 2 - U.de Chile 0 / Soinca Bata 4 - P.Montt 0             |                    |                    |               |
| 1992      | Everton 2 - R.Atacama 0 / Cobresal 1 - Melipilla 0 Everton 3 - Cobresal 0 / Melipilla 0 - R.Atacama 0 R.Atacama 1 - Cobresal 1 / Everton 3 - Melipilla 2                   | Deportes Melipilla | Cobresal           |               |
| 1993      | R.Atacama 0 - Melipilla 0 / Melipilla 0 - Coquimbo U. 2 Coquimbo U. 2 - Arica 2 / Coquimbo U. 1 - R.Atacama 1 R.Atacama 3 - Arica 0 / Melipilla 3 - Arica 2                | Regional Atacama   | Deportes Melipilla |               |

| Temporada | Ida | Vuelta | Ganador                   |               |
| --------- | --- | --- | ------------------------- | ------------- |
| 1994      | Colchagua 1 - Coquimbo Unido 1 | Coquimbo Unido 3 - Colchagua 1 | Coquimbo Unido            |               |
| 1994      | Fernández Vial 0 - Provincial Osorno 0 | Provincial Osorno 3 - Fernández Vial 0 | Provincial Osorno         |               |
| 1995      | Cobresal 1 - Huachipato 0 | Huachipato 3 - Cobresal 1 | Huachipato                |               |
| 1995      | Unión San Felipe 2 - R. Atacama 2 | R. Atacama 1 - Unión San Felipe 1 | Regional Atacama          |               |
| 1996      | Cobresal 3 - Temuco 1 | Temuco 2 - Cobresal 0 | Temuco                    |               |
| 1996      | Iquique 1 - Palestino 0 | Palestino 5 - Iquique 1 | Palestino                 |               |
| 1997      | No se disputó | No se disputó | No se disputó             | No se disputó |
| 1998      | Santiago Morning 2 - Provincial Osorno 0 | Provincial Osorno 1 - Santiago Morning 1 | Santiago Morning          |               |
| 1998      | Unión Española 1 - Coquimbo Unido 6 | Coquimbo Unido 1 - Unión Española 3 | Coquimbo Unido            |               |
| 1999      | Provincial Osorno 4 - Cobresal 3 | Cobresal 2 - Provincial Osorno 3 | Provincial Osorno         |               |
| 1999      | Everton 1 - Iquique 0 | Iquique 0 - Everton 1 | Everton                   |               |
| 2000-2004 | No se disputó | No se disputó | No se disputó             | No se disputó |
| 2005      | O´Higgins 1 - Melipilla 0 | Melipilla 3 - O´Higgins 3 | O´Higgins                 |               |
| 2005      | Provincial Osorno 0 - Puerto Montt 1 | Puerto Montt 2 - Provincial Osorno 1 | Puerto Montt              |               |
| 2006      | Rangers 2 - Lota Schwager 1 | Lota Schwager 2 (4) - Rangers 1 (3) | Lota Schwager             |               |
| 2006      | Fernández Vial 1 - Palestino 3 | Palestino 1 - Fernández Vial 0 | Palestino                 |               |
| 2007      | Copiapó 0 - Santiago Morning 0 / Santiago Morning 3 - Puerto Montt 1 Puerto Montt 3 - Copiapó 2 / Santiago Morning 1 - Copiapó 0 Puerto Montt 2 - Santiago Morning 0 / Copiapó 4 - Puerto Montt 3 | Copiapó 0 - Santiago Morning 0 / Santiago Morning 3 - Puerto Montt 1 Puerto Montt 3 - Copiapó 2 / Santiago Morning 1 - Copiapó 0 Puerto Montt 2 - Santiago Morning 0 / Copiapó 4 - Puerto Montt 3 | Santiago Morning          |               |
| 2008      | Coquimbo Unido 0 - Universidad de Concepción 2 | Universidad de Concepción 3 - Coquimbo Unido 1 | Universidad de Concepción |               |
| 2008      | Puerto Montt 1 - Unión Española 2 | Unión Española 3 - Puerto Montt 3 | Unión Española            |               |
| 2009      | San Luis 1 - Curicó Unido 2 | Curicó Unido 0 - San Luis 3 | San Luis                  |               |
| 2009      | San Marcos de Arica 0 - Palestino 2 | Palestino 0 (4) - San Marcos de Arica 2 (2) | Palestino                 |               |
| 2010      | Antofagasta 2 - Santiago Morning 1 | Santiago Morning 3 - Antofagasta 1 | Santiago Morning          |               |
| 2010      | Curicó Unido 0 - Universidad de Concepción 2 | Universidad de Concepción 4 - Curicó Unido 2 | Universidad de Concepción |               |
| 2011      | Naval 0 - Santiago Wanderers 1 | Santiago Wanderers 2 - Naval 2 | Santiago Wanderers        |               |
| 2011      | Everton 1 - Unión San Felipe 0 | Unión San Felipe 2 - Everton 0 | Unión San Felipe          |               |
| 2012      | Barnechea 3 - Cobresal 1 | Cobresal 3 - Barnechea 0 | Cobresal                  |               |
| 2012      | Everton 1 - Universidad de Concepción 0 | Universidad de Concepción 1 - Everton 3 | Everton                   |               |
| 2013      | Curicó Unido 0 - Cobresal 0 | Cobresal 3 - Curicó Unido 0 | Cobresal                  |               |
| 2014-2020 | No se disputó | No se disputó | No se disputó             | No se disputó |
| 2021      | Deportes Copiapó 2 - Huachipato 3 | Huachipato 1 - Deportes Copiapó 0 | Huachipato                |               |

## Ascensos y descensos a 3a. División
| Año  | Descendidos a 3a. División                                              | Ascendidos desde 3a. División                                                                          |
| 1980 | Curicó Unido; Independiente de Cauquenes                                | |
| 1981 | Deportes Aviación                                                       | Fernández Vial                                                                                         |
| 1982 | Talagante Ferro                                                         | Deportes Laja; Quintero Unido; Deportes Victoria; Deportes Santa Cruz; General Velásquez; Curicó Unido |
| 1983 | Colchagua; Santiago Morning; San Antonio Unido; Ñuble Unido             | Súper Lo Miranda; Iván Mayo                                                                            |
| 1984 | Iván Mayo; General Velásquez; Deportes Laja                             | Santiago Morning                                                                                       |
| 1985 | Deportes Victoria; Súper Lo Miranda; Santiago Morning                   | Ñuble Unido; Deportes Laja; Soinca Bata                                                                |
| 1986 | Ninguno                                                                 | General Velásquez; Iván Mayo                                                                           |
| 1987 | Unión Santa Cruz; Quintero Unido; Iván Mayo; Deportes Laja; Soinca Bata | Deportes Colchagua                                                                                     |
| 1988 | Malleco Unido                                                           | Soinca Bata                                                                                            |
| 1989 | Unión La Calera                                                         | Lozapenco                                                                                              |
| 1990 | General Velásquez; Deportes Valdivia; Curicó Unido; San Luis            | Unión La Calera                                                                                        |
| 1991 | Ñublense; Linares; Ovalle;Cobreandino; Lozapenco                        | Unión Santa Cruz                                                                                       |
| 1992 | Iberia                                                                  | Ñublense                                                                                               |
| 1993 | Magallanes                                                              | Deportes Ovalle                                                                                        |
| 1994 | Lota Schwager                                                           | Deportes Linares                                                                                       |
| 1995 | Unión La Calera                                                         | Magallanes                                                                                             |
| 1996 | Colchagua                                                               | Santiago Morning                                                                                       |
| 1997 | Unión Santa Cruz                                                        | Universidad de Concepción                                                                              |
| 1998 | Regional Atacama                                                        | Colchagua                                                                                              |
| 1999 | Colchagua                                                               | Deportes Talcahuano                                                                                    |
| 2000 | Ñublense                                                                | Unión La Calera                                                                                        |
| 2001 | Deportes Linares                                                        | Lota Schwager                                                                                          |
| 2002 | Deportes Iquique                                                        | Deportes Copiapó                                                                                       |
| 2003 | Ninguno                                                                 | San Luis                                                                                               |
| 2004 | Ninguno                                                                 | Ñublense                                                                                               |
| 2005 | Deportes Arica; Deportes Ovalle; Naval                                  | Curicó Unido                                                                                           |
| 2006 | Magallanes                                                              | Municipal Iquique                                                                                      |
| 2007 | Deportivo Temuco                                                        | San Marcos de Arica                                                                                    |
| 2008 | Fernández Vial                                                          | Naval                                                                                                  |
| 2009 | Deportes Melipilla                                                      | Unión Temuco                                                                                           |
| 2010 | Provincial Osorno                                                       | Magallanes                                                                                             |
| 2011 | Ninguno                                                                 | Barnechea                                                                                              |

### Cantidad de ascensos y descensos por equipo a Tercera División
| Equipo                     | Total | Temp. Ascensos   | Temp. Descensos  |
| -------------------------- | ----- | ---------------- | ---------------- |
| Ñublense                   | 6     | 1985, 1992, 2004 | 1983, 1991, 2000 |
| Colchagua                  | 5     | 1987, 1998       | 1983, 1996, 1999 |
| Curicó Unido               | 4     | 1982, 2005       | 1980, 1990       |
| General Velásquez          | 4     | 1982, 1986       | 1984, 1990       |
| Deportes Laja              | 4     | 1982, 1985       | 1984, 1987       |
| Unión Santa Cruz           | 4     | 1982, 1991       | 1987, 1997       |
| Santiago Morning           | 4     | 1984, 1996       | 1983, 1985       |
| Iván Mayo                  | 4     | 1983, 1986       | 1984, 1987       |
| Unión La Calera            | 4     | 1990, 2000       | 1989, 1995       |
| Magallanes                 | 4     | 1995, 2010       | 1993, 2006       |
| Soinca Bata                | 3     | 1985, 1988       | 1987             |
| Deportes Linares           | 3     | 1994             | 1991, 2001       |
| Fernández Vial             | 2     | 1981             | 2008             |
| Quintero Unido             | 2     | 1982             | 1987             |
| Deportes Victoria          | 2     | 1982             | 1985             |
| Súper Lo Miranda           | 2     | 1983             | 1985             |
| Lozapenco                  | 2     | 1989             | 1991             |
| Deportes Ovalle            | 2     | 1993             | 2005             |
| Lota Schwager              | 2     | 2001             | 1994             |
| San Luis                   | 2     | 2003             | 1990             |
| Municipal Iquique          | 2     | 2006             | 2002             |
| San Marcos de Arica        | 3     | 2007             | 2005 2021        |
| Independiente de Cauquenes | 1     |                  | 1980             |
| Deportes Aviación          | 1     |                  | 1981             |
| Talagante Ferro            | 1     |                  | 1982             |
| San Antonio Unido          | 1     |                  | 1983             |
| Malleco Unido              | 1     |                  | 1988             |
| Deportes Valdivia          | 1     |                  | 1990             |
| Cobreandino                | 1     |                  | 1991             |
| Iberia                     | 1     |                  | 1992             |
| Universidad de Concepción  | 1     | 1997             |                  |
| Regional Atacama           | 1     |                  | 1998             |
| Deportes Copiapó           | 1     | 2002             |                  |
| Deportivo Temuco           | 1     |                  | 2007             |
| Unión Temuco               | 1     | 2009             |                  |
| Deportes Melipilla         | 1     |                  | 2009             |
| Provincial Osorno          | 1     |                  | 2010             |
| Barnechea                  | 1     | 2011             |                  |

## Ascensos y descensos a 2a. División
| Año     | Descendidos a 2° División          | Ascendidos desde 2° División |
| 2011    | Deportes Copiapó                   |                              |
| 2012    | Deportes Puerto Montt              | Deportes Copiapó             |
| T-2013  | Ninguno                            | Ninguno                      |
| 2013-14 | Naval                              | Iberia                       |
| 2014-15 | Lota Schwager                      | Deportes Puerto Montt        |
| 2015-16 | Barnechea                          | Deportes Valdivia            |
| 2016-17 | Ninguno                            | Barnechea                    |
| T-2017  | Iberia                             | Deportes Melipilla           |
| 2018    | San Marcos de Arica                | Deportes Santa Cruz          |
| 2019    | Ninguno                            | San Marcos de Arica          |
| 2020    | Deportes Valdivia                  | Fernández Vial               |
| 2021    | San Marcos de Arica                | Deportes Recoleta            |
| 2022    | Deportes Melipilla, Fernández Vial | San Marcos de Arica          |
| 2023    | Deportes Puerto Montt              | Deportes Limache             |
| 2024    | Barnechea                          | Deportes Concepción          |

### Cantidad de ascensos y descensos por equipo a Segunda División Profesional
| Equipo                | Total | Temp. Ascensos | Temp. Descensos |
| --------------------- | ----- | -------------- | --------------- |
| San Marcos de Arica   | 4     | 2019, 2022     | 2018, 2021      |
| Deportes Puerto Montt | 3     | 2014-15        | 2012, 2023      |
| Deportes Melipilla    | 2     | 2017           | 2022            |
| Deportes Copiapó      | 2     | 2012           | 2011            |
| Iberia                | 2     | 2013-14        | 2017            |
| Deportes Valdivia     | 2     | 2015-16        | 2020            |
| Fernández Vial        | 2     | 2020           | 2022            |
| Barnechea             | 2     | 2016-17        | 2015-16         |
| Deportes Santa Cruz   | 1     | 2018           |                 |
| Naval                 | 1     |                | 2013-14         |
| Lota Schwager         | 1     |                | 2014-15         |
| Deportes Recoleta     | 1     | 2021           |                 |
| Deportes Limache      | 1     | 2023           |                 |
| Deportes Concepción   | 1     | 2024           |                 |

## Tabla histórica de Liga de Ascenso
- La tabla histórica de la Liga de Ascenso abarca desde el 1.º torneo en 1952 hasta el torneo 2024.

| Pos | Club                            | Temp | P.J. | P.G. | P.E. | P.P. | GF   | GC   | Dif  | Pts. | 1.º | 2.º | 3.º |   |
| --- | ------------------------------- | ---- | ---- | ---- | ---- | ---- | ---- | ---- | ---- | ---- | --- | --- | --- | - |
| 1.  | Unión San Felipe                | 44   | 1422 | 519  | 384  | 519  | 2085 | 1980 | 105  | 1694 | 3   | 4   | 1   |   |
| 2.  | San Luis de Quillota            | 39   | 1267 | 496  | 359  | 414  | 1730 | 1612 | 118  | 1594 | 5   | 2   | 2   |   |
| 3.  | Ñublense                        | 44   | 1297 | 470  | 385  | 465  | 1821 | 1793 | 22   | 1512 | 2   | 6   | 3   |   |
| 4.  | San Marcos de Arica             | 37   | 1223 | 422  | 345  | 456  | 1657 | 1777 | -120 | 1488 | 3   | 2   | 2   |   |
| 5.  | Unión La Calera                 | 39   | 1221 | 427  | 344  | 459  | 1676 | 1763 | -87  | 1382 | 3   | 2   | 4   |   |
| 6.  | Magallanes                      | 37   | 1150 | 375  | 352  | 424  | 1495 | 1612 | -117 | 1377 | 1   | 1   | 1   |   |
| 7.  | Coquimbo Unido                  | 37   | 1095 | 407  | 339  | 342  | 1504 | 1349 | 155  | 1355 | 5   | 2   | 2   |   |
| 8.  | Santiago Morning                | 32   | 993  | 397  | 279  | 320  | 1447 | 1253 | 194  | 1336 | 3   | 4   | 3   |   |
| 9.  | Deportes Antofagasta            | 27   | 924  | 381  | 264  | 281  | 1341 | 1114 | 227  | 1269 | 2   | 1   | 4   |   |
| 10. | Deportes Ovalle                 | 37   | 1164 | 382  | 363  | 420  | 1457 | 1497 | -40  | 1263 | -   | 1   | 1   |   |
| 11. | Rangers                         | 29   | 901  | 372  | 245  | 304  | 1272 | 1125 | 147  | 1244 | 3   | 5   | 1   |   |
| 12. | Deportes Linares                | 39   | 1194 | 366  | 357  | 471  | 1603 | 1824 | -221 | 1180 | -   | 1   | 1   |   |
| 13. | Iberia                          | 42   | 1264 | 354  | 355  | 455  | 1544 | 2053 | -509 | 1129 | -   | 1   | -   |   |
| 14. | Lota Schwager                   | 31   | 1021 | 345  | 270  | 408  | 1270 | 1417 | -308 | 1127 | 2   | 1   | 2   |   |
| 15. | Deportes Puerto Montt           | 29   | 894  | 312  | 263  | 318  | 1115 | 1089 | 26   | 1105 | 1   | 1   | -   |   |
| 16. | Deportes La Serena              | 27   | 787  | 316  | 222  | 249  | 1131 | 983  | 148  | 1058 | 4   | 3   | -   |   |
| 17. | Trasandino                      | 33   | 986  | 374  | 256  | 255  | 1399 | 1432 | -33  | 1044 | 1   | 1   | 5   |   |
| 18. | Deportes Temuco                 | 23   | 786  | 298  | 228  | 274  | 1065 | 973  | 92   | 1020 | 5   | 1   | 2   |   |
| 19. | Curicó Unido                    | 27   | 899  | 275  | 288  | 329  | 1057 | 1149 | -92  | 1019 | 2   | 1   | 1   |   |
| 20. | Deportes Colchagua              | 34   | 1063 | 324  | 303  | 436  | 1382 | 1641 | -259 | 1004 | -   | -   | 2   |   |
| 21. | Fernández Vial                  | 20   | 686  | 237  | 204  | 245  | 890  | 931  | -41  | 879  | 1   | 1   | 1   |   |
| 22. | Santiago Wanderers              | 20   | 651  | 260  | 200  | 192  | 876  | 744  | 132  | 878  | 3   | 2   | 1   |   |
| 23. | Everton                         | 14   | 510  | 250  | 127  | 142  | 810  | 587  | 215  | 854  | 1   | 4   | 4   |   |
| 24. | Deportes Copiapó                | 20   | 699  | 221  | 190  | 254  | 808  | 866  | -58  | 851  | -   | 2   | 1   |   |
| 25. | Deportes Melipilla              | 18   | 616  | 215  | 170  | 214  | 803  | 749  | 54   | 835  | 2   | -   | 2   |   |
| 26. | Provincial Osorno               | 19   | 599  | 235  | 159  | 205  | 841  | 800  | 41   | 807  | 3   | -   | 1   |   |
| 27. | Deportes Concepción             | 16   | 551  | 226  | 150  | 174  | 761  | 682  | 79   | 751  | 2   | 2   | -   |   |
| 28. | Deportes Iquique                | 16   | 538  | 220  | 141  | 177  | 805  | 697  | 108  | 740  | 3   | 3   | 1   |   |
| 29. | San Antonio Unido               | 22   | 701  | 241  | 202  | 258  | 982  | 1053 | -71  | 684  | -   | 1   | 1   |   |
| 30. | Cobresal                        | 13   | 426  | 204  | 108  | 114  | 777  | 488  | 289  | 642  | 2   | 2   | 3   |   |
| 31. | Naval                           | 12   | 418  | 160  | 108  | 150  | 546  | 556  | -10  | 585  | -   | -   | 1   |   |
| 32. | O'Higgins                       | 10   | 347  | 164  | 106  | 87   | 577  | 442  | 155  | 533  | 1   | 3   | 1   |   |
| 33. | Deportes Santa Cruz             | 17   | 483  | 157  | 125  | 201  | 578  | 686  | -108 | 531  | -   | -   | -   |   |
| 34. | Audax Italiano                  | 14   | 432  | 164  | 127  | 141  | 642  | 567  | 75   | 484  | -   | 1   | -   |   |
| 35. | Universidad de Concepción       | 10   | 318  | 121  | 79   | 118  | 435  | 416  | 19   | 460  | 1   | 1   | -   |   |
| 36. | Ferroviarios                    | 15   | 446  | 152  | 138  | 76   | 700  | 733  | 33   | 442  | -   | 1   | 1   |   |
| 37. | Regional Atacama                | 13   | 419  | 153  | 110  | 156  | 542  | 534  | -8   | 442  | -   | -   | 2   |   |
| 38. | Malleco Unido                   | 15   | 414  | 122  | 138  | 163  | 451  | 584  | -88  | 436  | -   | -   | 1   |   |
| 39. | Cobreloa                        | 10   | 283  | 126  | 74   | 83   | 407  | 318  | 89   | 435  | 1   | 2   | 2   |   |
| 40. | Barnechea FC                    | 11   | 310  | 105  | 85   | 120  | 398  | 424  | -26  | 400  | -   | 1   | 2   |   |
| 41. | Huachipato                      | 9    | 328  | 141  | 90   | 95   | 484  | 371  | 93   | 375  | 1   | 3   | -   |   |
| 42. | UTE Universidad Técnica         | 16   | 414  | 127  | 100  | 187  | 630  | 794  | -164 | 364  | -   | -   | -   |   |
| 43. | Deportes Valdivia               | 11   | 283  | 84   | 92   | 107  | 326  | 285  | -59  | 293  | -   | 1   | -   |   |
| 44. | Independiente de Cauquenes      | 10   | 320  | 97   | 92   | 132  | 437  | 509  | -72  | 286  | -   | -   | -   |   |
| 45. | Municipal de Santiago           | 9    | 264  | 67   | 65   | 112  | 377  | 407  | -30  | 239  | -   | -   | -   |   |
| 46. | San Bernardo Central            | 11   | 291  | 68   | 87   | 136  | 353  | 514  | -161 | 223  | -   | -   | -   |   |
| 47. | Naval de Talcahuano             | 6    | 184  | 82   | 53   | 49   | 291  | 211  | 80   | 217  | 1   | 1   | 1   |   |
| 48. | Unión Temuco                    | 4    | 126  | 48   | 31   | 47   | 157  | 168  | -11  | 178  | -   | -   | -   |   |
| 49. | Deportes Soinca Bata            | 6    | 178  | 49   | 62   | 67   | 208  | 263  | -55  | 162  | -   | -   | -   |   |
| 50. | Palestino                       | 4    | 118  | 57   | 39   | 22   | 202  | 131  | 71   | 153  | 2   | 1   | 1   |   |
| 51. | Unión Española                  | 2    | 70   | 40   | 16   | 14   | 142  | 84   | 58   | 150  | 1   | -   | -   |   |
| 52. | General Velásquez               | 6    | 171  | 37   | 62   | 72   | 177  | 50   | -73  | 150  | -   | -   | -   |   |
| 53. | Luis Cruz Martínez              | 5    | 150  | 45   | 50   | 55   | 214  | 219  | -5   | 140  | -   | -   | -   |   |
| 54. | Alianza de Curicó               | 7    | 158  | 46   | 41   | 71   | 250  | 299  | -49  | 133  | -   | -   | -   |   |
| 55. | Deportes Aviación               | 3    | 107  | 47   | 34   | 26   | 161  | 119  | 42   | 128  | 1   | -   | 1   |   |
| 56. | Green Cross                     | 3    | 70   | 47   | 16   | 7    | 167  | 84   | 83   | 110  | 2   | 1   | -   |   |
| 57. | Deportes Recoleta               | 3    | 92   | 26   | 26   | 40   | 106  | 119  | -13  | 104  | -   | -   | -   |   |
| 58. | Quintero Unido                  | 5    | 123  | 32   | 39   | 52   | 130  | 179  | -49  | 103  | -   | -   | -   |   |
| 59. | Ferrobádminton                  | 3    | 98   | 36   | 29   | 33   | 149  | 140  | 9    | 101  | 1   | -   | -   |   |
| 60. | Deportes Laja                   | 4    | 97   | 33   | 33   | 31   | 117  | 118  | -1   | 99   | -   | -   | 1   |   |
| 61. | Universidad Católica            | 3    | 65   | 38   | 14   | 13   | 123  | 62   | 61   | 90   | 2   | -   | -   |   |
| 62. | Thomas Bata                     | 3    | 57   | 34   | 9    | 14   | 149  | 75   | 74   | 77   | 1   | -   | 2   |   |
| 63. | América de Rancagua             | 3    | 57   | 26   | 16   | 15   | 106  | 74   | 32   | 68   | -   | 2   | -   |   |
| 64. | Maestranza Central              | 3    | 60   | 11   | 16   | 28   | 91   | 91   | 0    | 48   | -   | -   | -   |   |
| 65. | Súper Lo Miranda                | 2    | 52   | 17   | 14   | 21   | 74   | 78   | -25  | 48   | -   | -   | -   |   |
| 66. | Universidad de Chile            | 1    | 32   | 17   | 10   | 5    | 49   | 25   | 24   | 44   | 1   | -   | -   |   |
| 67. | Santiago National               | 4    | 78   | 16   | 9    | 53   | 111  | 239  | -128 | 41   | -   | -   | -   | - |
| 68. | Deportes Limache                | 1    | 30   | 11   | 7    | 12   | 42   | 43   | -1   | 40   | -   | -   | -   |   |
| 69. | Deportes Lozapenco              | 2    | 58   | 14   | 14   | 30   | 62   | 98   | -36  | 39   | -   | -   | -   |   |
| 70. | Instituto O`Higgins de Rancagua | 2    | 39   | 13   | 8    | 18   | 54   | 79   | -25  | 34   | -   | -   | 2   |   |
| 71. | Deportes Victoria               | 2    | 42   | 10   | 13   | 19   | 47   | 59   | -8   | 33   | -   | -   | -   |   |
| 72. | Bádminton de Curicó             | 3    | 52   | 10   | 13   | 29   | 74   | 102  | -28  | 33   | -   | -   | -   |   |
| 73. | Iván Mayo                       | 2    | 42   | 8    | 16   | 20   | 47   | 74   | -27  | 32   | -   | -   | -   |   |
| 74. | O'Higgins Braden                | 1    | 18   | 12   | 6    | 0    | 62   | 24   | -38  | 30   | 1   | -   | -   |   |
| 75. | Valparaíso Ferroviarios         | 2    | 48   | 5    | 14   | 29   | 60   | 109  | -49  | 24   | -   | -   | -   |   |
| 76. | La Cruz FC                      | 1    | 18   | 1    | 2    | 15   | 25   | 69   | -44  | 4    | -   | -   |     |   |

|  | En Liga de Ascenso 2025 |

- A contar de torneo de 1995, el ganador obtiene 3 puntos.
- Esta tabla contiene los puntajes resultantes de las fechas regulares de cada torneo de acuerdo al formato instaurado en cada temporada. Se excluye los partidos de promoción de ascenso a Liga de Primera y los partidos individuales que no signifiquen puntos.

## Tabla Histórica de Equipos por Región
| Región             | N.º | Equipos |
| ------------------ | --- | --- |
| Metropolitana      | 21  | Audax Italiano, Barnechea, Deportes Aviación, Deportes Melipilla, Deportes Recoleta, Ferrobádminton, Ferroviarios, Green Cross, Maestranza Central, Magallanes, Municipal de Santiago, Palestino, Santiago Morning, Santiago National, San Bernardo Central, Soinca Bata, Thomas Bata, UTE, Unión Española, Universidad Católica y Universidad de Chile |
| Valparaíso         | 12  | Deportes Limache, Everton, Iván Mayo, La Cruz FC, Quintero Unido, San Antonio Unido, San Luis de Quillota, Santiago Wanderers, Trasandino, Unión La Calera, Unión San Felipe y Valparaíso Ferroviarios |
| Biobío             | 10  | Arturo Fernández Vial, Deportes Concepción, Deportes Laja, Deportes Lozapenco, Huachipato, Iberia, Lota Schwager, Naval, Naval de Talcahuano y Universidad de Concepción |
| O'Higgins          | 8   | América de Rancagua, Colchagua, Deportes Santa Cruz, General Velásquez, Instituto O`Higgins, O'Higgins, O'Higgins Braden y Súper Lo Miranda |
| Maule              | 7   | Alianza de Curicó, Bádminton de Curicó, Curicó Unido, Deportes Linares, Independiente de Cauquenes, Luis Cruz Martínez y Rangers |
| Araucanía          | 4   | Deportes Temuco, Deportes Victoria, Malleco Unido y Unión Temuco |
| Atacama            | 3   | Cobresal, Deportes Copiapó y Regional Atacama |
| Coquimbo           | 3   | Coquimbo Unido, Deportes La Serena y Deportes Ovalle |
| Antofagasta        | 2   | Cobreloa y Deportes Antofagasta |
| Los Lagos          | 2   | Deportes Puerto Montt, Provincial Osorno |
| Arica y Parinacota | 1   | San Marcos de Arica |
| Tarapacá           | 1   | Deportes Iquique |
| Los Ríos           | 1   | Deportes Valdivia |
| Ñuble              | 1   | Ñublense |

## Equipos participantes de la Liga de Ascenso
Tomando en cuenta, los cambios de nombre y equipos desaparecidos, un total de 76 instituciones han participado en la Liga de Ascenso, en al menos una de las 75 temporadas disputadas y 75 torneos disputados entre los años 1952 y 2025.
Debido a la complejidad, de no ser una división terminal, teniendo ascensos a Primera desde 1952, y descensos a Tercera (desde 1980 hasta 2010) y Segunda División (desde 2011) ningún equipo ha participado en todos los campeonatos disputados.
Considerándose una división profesional (solo por debajo de la "Primera División"), 33 equipos a lo largo de su historia, nunca han llegado a ascender a la división de Honor.
| Pos. | Club                            | Temporadas | Primera participación | Última participación     | División actual      |
| 1    | Unión San Felipe                | 45         | 1958                  | Actualmente en Primera B | Primera B            |
| 2    | Ñublense                        | 44         | 1959                  | 2020                     | Primera División     |
| 3    | Iberia                          | 42         | 1955                  | 2017                     | En Receso            |
| 4    | San Luis de Quillota            | 40         | 1953                  | Actualmente en Primera B | Primera B            |
| 5    | Unión La Calera                 | 39         | 1954                  | 2017                     | Primera División     |
| 6    | Deportes Linares                | 39         | 1957                  | 2001                     | Segunda División     |
| 7    | Magallanes                      | 38         | 1961                  | Actualmente en Primera B | Primera B            |
| 8    | San Marcos de Arica             | 38         | 1978                  | Actualmente en Primera B | Primera B            |
| 9    | Deportes Ovalle                 | 37         | 1963                  | 2005                     | En Receso            |
| 10   | Coquimbo Unido                  | 36         | 1959                  | 2021                     | Primera División     |
| 11   | Colchagua                       | 34         | 1957                  | 1999                     | Tercera A            |
| 12   | Trasandino                      | 33         | 1952                  | 1991                     | Segunda División     |
| 13   | Santiago Morning                | 33         | 1957                  | Actualmente en Primera B | Primera B            |
| 14   | Lota Schwager                   | 30         | 1966                  | 2014-2015                | Tercera A            |
| 15   | Deportes Puerto Montt           | 29         | 1983                  | 2023                     | Segunda División     |
| 16   | Rangers                         | 28         | 1952                  | Actualmente en Primera B | Primera B            |
| 17   | Deportes Antofagasta            | 28         | 1966                  | Actualmente en Primera B | Primera B            |
| 18   | Curicó Unido                    | 28         | 1974                  | Actualmente en Primera B | Primera B            |
| 19   | Deportes La Serena              | 27         | 1957                  | 2024                     | Primera División     |
| 20   | Deportes Temuco                 | 23         | 19811                 | Actualmente en Primera B | Primera B            |
| 21   | San Antonio Unido               | 22         | 1962                  | 1983                     | Segunda División     |
| 22   | Santiago Wanderers              | 21         | 1978                  | Actualmente en Primera B | Primera B            |
| 23   | Deportes Copiapó                | 21         | 2003                  | Actualmente en Primera B | Primera B            |
| 24   | Arturo Fernández Vial           | 20         | 1982                  | 2022                     | En Receso            |
| 25   | Provincial Osorno               | 19         | 1983                  | 2010                     | Segunda División     |
| 26   | Deportes Melipilla              | 19         | 1992                  | 2023                     | Segunda División     |
| 27   | Deportes Santa Cruz             | 18         | 1983                  | Actualmente en Primera B | Primera B            |
| 28   | Deportes Concepción             | 17         | 1966                  | Actualmente en Primera B | Primera B            |
| 29   | UTE Universidad Técnica         | 16         | 1954                  | 1969                     | Desaparecido         |
| 30   | Deportes Iquique                | 16         | 1979                  | 2023                     | Primera División     |
| 31   | Ferroviarios                    | 15         | 1969                  | 1982                     | Tercera B            |
| 32   | Malleco Unido                   | 15         | 1974                  | 1988                     | Tercera A            |
| 33   | Audax Italiano                  | 14         | 1972                  | 1995                     | Primera División     |
| 34   | Everton                         | 13         | 1973                  | 2015-2016                | Primera División     |
| 35   | Regional Atacama                | 13         | 1980                  | 1998                     | Desaparecido         |
| 36   | Cobresal                        | 13         | 1980                  | 2018                     | Primera División     |
| 37   | Naval                           | 12         | 2000                  | 2013-2014                | Tercera A            |
| 38   | Barnechea                       | 12         | 2012                  | 2024                     | En Receso            |
| 39   | Cobreloa                        | 11         | 1977                  | Actualmente en Primera B | Primera B            |
| 40   | San Bernardo Central            | 11         | 1956                  | 1966                     | Desaparecido         |
| 41   | Deportes Valdivia               | 11         | 1983                  | 2020                     | Tercera B            |
| 42   | Universidad de Concepción       | 11         | 1998                  | Actualmente en Primera B | Primera B            |
| 43   | O'Higgins                       | 10         | 1964                  | 2005                     | Primera División     |
| 44   | Independiente de Cauquenes      | 10         | 1971                  | 1980                     | Tercera B            |
| 45   | Municipal de Santiago           | 9          | 1962                  | 1970                     | Desaparecido         |
| 46   | Huachipato                      | 9          | 1965                  | 1994                     | Primera División     |
| 47   | Alianza de Curicó               | 7          | 1954                  | 1960                     | En Receso            |
| 48   | Naval de Talcahuano             | 6          | 1968                  | 1978                     | Desaparecido         |
| 49   | Deportes Soinca Bata            | 6          | 1975                  | 1991                     | Desaparecido         |
| 50   | General Velásquez               | 6          | 1983                  | 1990                     | Segunda División     |
| 51   | Luis Cruz Martínez              | 5          | 1962                  | 1966                     | Asociación de Origen |
| 52   | Quintero Unido                  | 5          | 1983                  | 1987                     | Tercera A            |
| 53   | Palestino                       | 4          | 1952                  | 1989                     | Primera División     |
| 54   | Santiago National               | 4          | 1952                  | 1954                     | Desaparecido         |
| 55   | Deportes Laja                   | 4          | 1983                  | 1987                     | Tercera B            |
| 56   | Unión Temuco                    | 4          | 2010                  | 2013                     | Desaparecido         |
| 57   | Deportes Recoleta               | 4          | 2022                  | Actualmente en Primera B | Primera B            |
| 58   | América de Rancagua             | 3          | 1952                  | 1954                     | Desaparecido4        |
| 59   | Maestranza Central              | 3          | 1952                  | 1955                     | Desaparecido         |
| 60   | Thomas Bata                     | 3          | 1952                  | 1954                     | Asociación de origen |
| 61   | Universidad Católica            | 3          | 1956                  | 1975                     | Primera División     |
| 62   | Green Cross                     | 3          | 1959                  | 1963                     | Desaparecido         |
| 63   | Ferrobádminton                  | 3          | 1965                  | 1968                     | Desaparecido5        |
| 64   | Bádminton de Curicó             | 3          | 1971                  | 1973                     | Desaparecido         |
| 65   | Aviación                        | 3          | 1972                  | 1981                     | Desaparecido         |
| 66   | Deportes Victoria               | 3          | 1983                  | 1985                     | Desaparecido         |
| 67   | Instituto O`Higgins de Rancagua | 2          | 1952                  | 1953                     | Desaparecido6        |
| 68   | Valparaíso Ferroviarios         | 2          | 1962                  | 1963                     | Desaparecido         |
| 69   | Iván Mayo                       | 2          | 1984                  | 1987                     | Asociación de Origen |
| 70   | Súper Lo Miranda                | 2          | 1984                  | 1985                     | Desaparecido         |
| 71   | Deportes Lozapenco              | 2          | 1990                  | 1991                     | Desaparecido         |
| 72   | Unión Española                  | 2          | 1998                  | 1999                     | Primera División     |
| 73   | O'Higgins Braden                | 1          | 1954                  | 1954                     | Desaparecido7        |
| 74   | La Cruz FC                      | 1          | 1954                  | 1954                     | Desaparecido         |
| 75   | Universidad de Chile            | 1          | 1989                  | 1989                     | Primera División     |
| 76   | Deportes Limache                | 1          | 2024                  | 2024                     | Primera División     |

(1) Hasta 1985, el club jugaba bajo el nombre de Green Cross Temuco.
(2) En 2016 fue desafiliado de la ANFP, quedando temporalmente fuera de toda competición hasta su posible retorno en Tercera B.
(3) Entre los años 1992 y 2003 el club jugaba bajo el nombre de Deportes Talcahuano.
(4) En 1955 se fusiona con O'Higgins Braden para dar origen a O'Higgins de Rancagua.
(5) En 1969 Ferrobadminton se separa, dando origen a Ferroviarios y Badminton de Curicó.
(6) En 1954 se fusiona con Braden Cooper para dar origen a O'Higgins Braden.
(7) En 1955 se fusiona con América de Rancagua para dar origen a O'Higgins de Rancagua.